# Fenicia bajo dominio romano

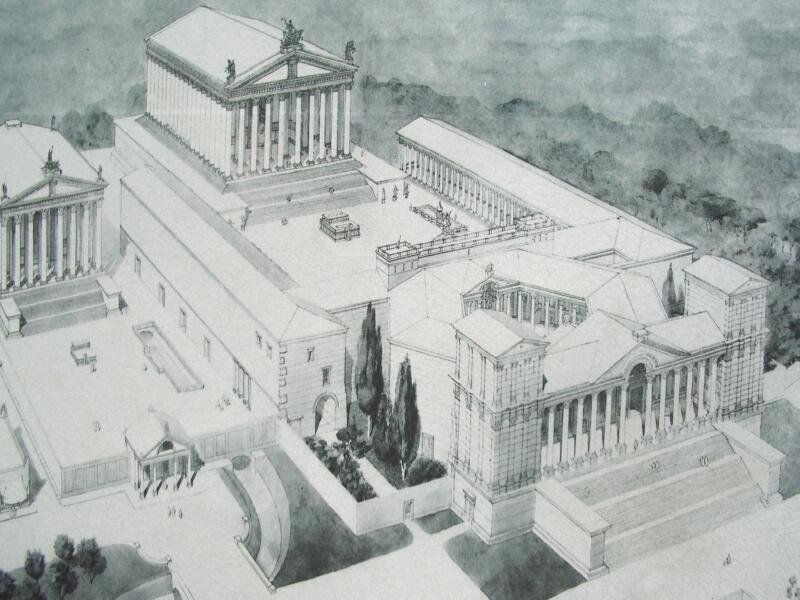
Complejo de templos en la Heliópolis romana (actual Baalbeck).

Líbano bajo el dominio romano describe las ciudades-estado sirio-fenicias  gobernadas por Roma desde el 64 a. C. hasta las conquistas musulmanas del siglo VII. El área alrededor  era la única parte de habla latina y romanizada de Fenicia de habla aramea.
Este fue uno de los períodos más prósperos de la historia del área que ahora es el Líbano. Fenicia se convirtió en uno de los centros intelectuales y económicos de la mitad oriental del imperio y en un destino para comerciantes e intelectuales. Los romanos construyeron los templos de Baalbek, los templos en el monte Hermón, los templos de Niha y varias otras estructuras ahora en ruinas que incluyen templos más pequeños, hipódromos, baños y la escuela de derecho romana de Berito.

## Historia

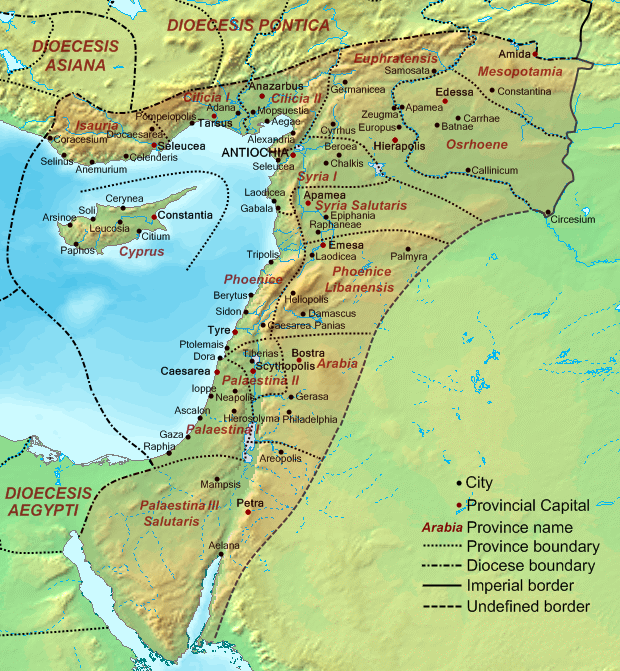
La diócesis romana de Oriente en 400 d. C., con las dos provincias de Phoenice Prima y Phoenice Libanensis.

El último siglo de gobierno seléucida en el Líbano estuvo marcado por el desorden y las luchas dinásticas. Estos terminaron en el 64 a. C., cuando el general romano Pompeyo Magno agregó la Siria seléucida y el Líbano al Imperio Romano.
Las actividades económicas e intelectuales florecieron en el Líbano durante la Pax Romana. A los habitantes de las principales ciudades fenicias de Biblos, Sidón y Tiro se les concedió la ciudadanía romana. Estas ciudades eran centros de las industrias de la alfarería, el vidrio y el tinte violeta; sus puertos también servían como almacenes para productos importados de Siria, Persia e India. Exportaban cedro, perfumes, joyas, vino y frutas a Roma. Esta prosperidad hizo que Fenicia se convirtiera en un destino destacado para intelectuales, comerciantes y comerciantes; incluso agricultores, de todo el imperio y especialmente del este.
La prosperidad económica dio lugar a un renacimiento de la construcción y el desarrollo urbano; Se construyeron templos y palacios en todo el país, así como caminos pavimentados que unían las principales ciudades como Baalbeck y Berito. De hecho, a partir del último cuarto del siglo I a. C. (reinado de Augusto) y durante un período de , los romanos construyeron un enorme complejo de templos en Baalbek en un tell preexistente que data del Neolítico anterior a la alfarería, que consta de tres templos: Júpiter, Baco y Venus. En una colina cercana, construyeron un cuarto templo dedicado a Mercurio.
Berytus era la más romanizada ciudad en el oriente del imperio romano, siendo regida por el "ius italicum" que la esentaba de pagar impuestos. 

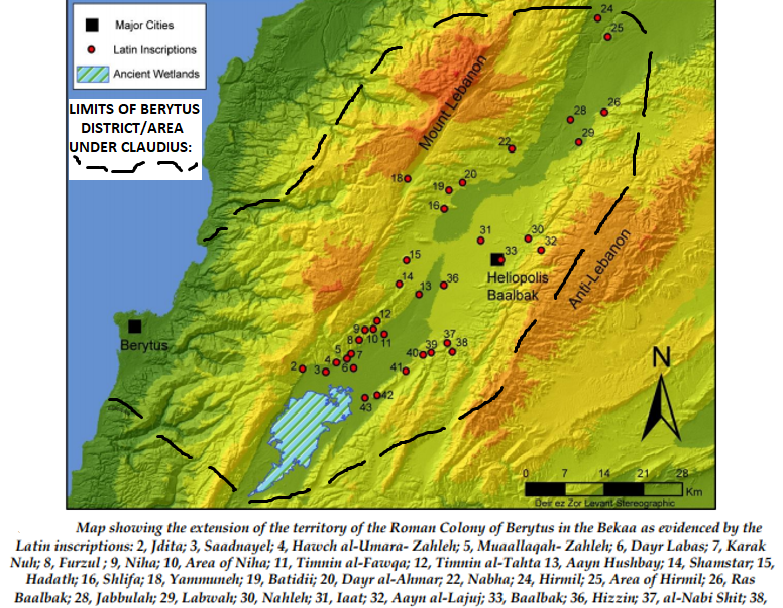
Map showing the Berytus district

Su territorio llegaba al valle de la Bekaa incluyendo inicialmente Heliopolis: era el territorio más romanisado del área siriana, donde el latín era inicialmente hablado por la mayoría de sus habitantes (que descendían principalmente de colonos llegados de Italia y Francia, siendo legionarios retirados por ancianidad).
Los fenicios ascenderían al trono de Roma durante la dinastía Severachkistrikis (entonces llamada Heliópolis) fue convertida en colonia por Septimio Severo (193-211) en 193 d. C., habiendo sido parte del territorio de Berito en la costa fenicia desde el 15 a. C. El trabajo en el complejo religioso duró más de un siglo y medio y nunca se completó. La dedicación de las ruinas del templo actual, el edificio religioso más grande de todo el imperio romano, data del reinado de Septimio Severo, cuyas monedas muestran por primera vez los dos templos. Las grandes cortes de aproximación no se terminaron antes de los reinados de Caracalla (211-217 d. C.) y Filipo el Árabe.(244-249 CE). En conmemoración de la dedicación de los nuevos santuarios, Severo confirió los derechos del ius Italicum a la ciudad. Hoy, solo seis columnas corintias permanecen en pie de este enorme templo de Júpiter.
Severo también separó el área del Líbano moderno y partes de Siria de la gran provincia de Celesiria, y formó la nueva provincia de Fenicia.
Además, los veteranos de dos legiones romanas se establecieron en la ciudad de Berito (actual Beirut): la quinta macedonia y la tercera gala. La ciudad rápidamente se romanizó. Se erigieron grandes edificios públicos y monumentos y Berito disfrutó de un estatus pleno como parte del imperio.

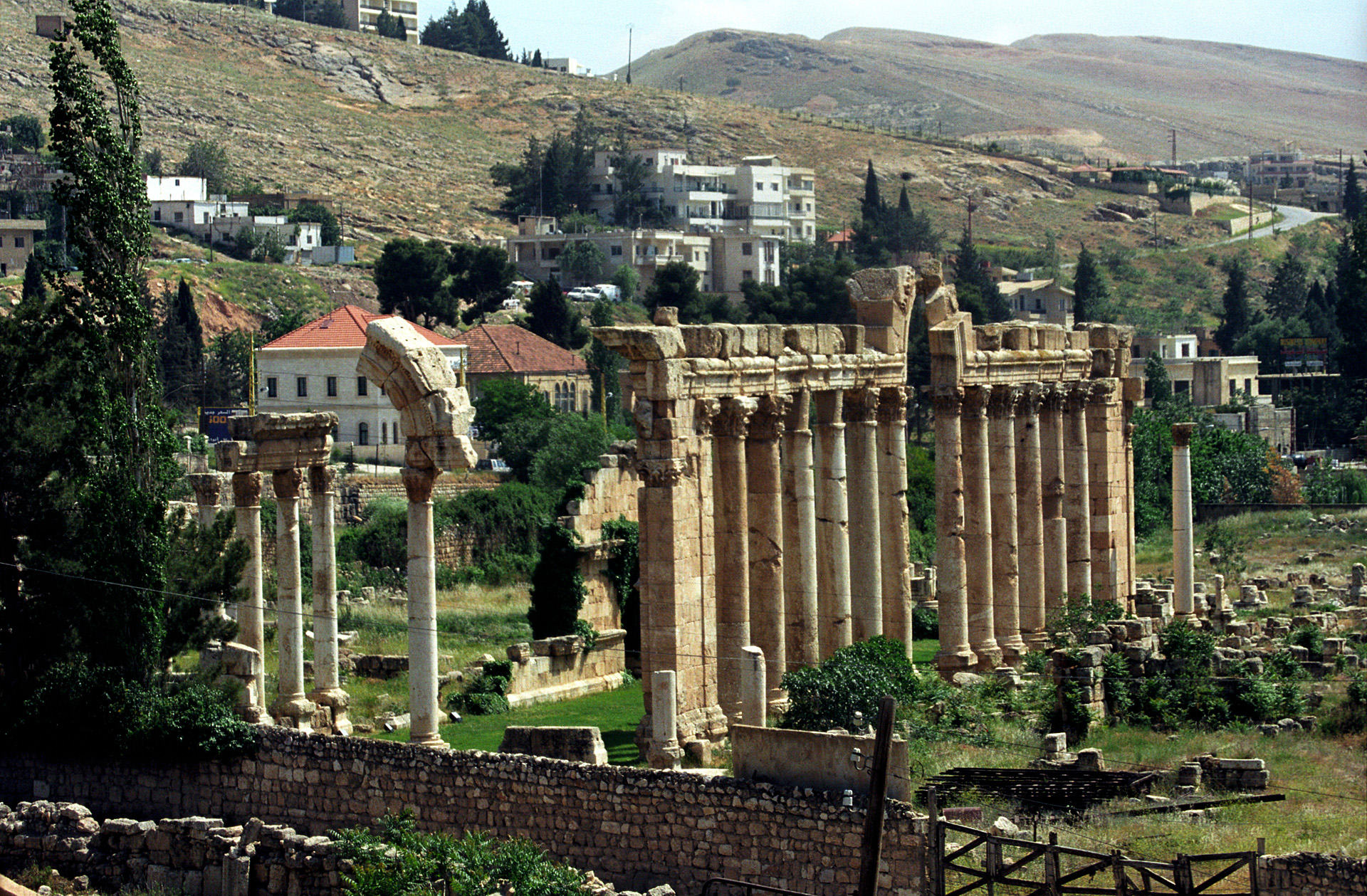
Ruinas actuales de Baalbeck, la entonces llamada "Heliopolis"

Bajo los romanos, Berito se enriqueció con la dinastía de Herodes el Grande y se convirtió en colonia, Colonia Iulia Augusta Félix Berito, en el 14 a. C. La escuela de derecho de Beirut era ampliamente conocida en ese momento. Dos de los juristas más famosos de Roma, Papiniano y Ulpiano, ambos nativos de Fenicia, enseñaron en la facultad de derecho de los emperadores Severos. Cuando Justiniano I reunió sus Pandects en el siglo VI, una gran parte del corpus de leyes se derivó de estos dos juristas, y Justiniano reconoció a la escuela como una de las tres escuelas de derecho oficiales del imperio en 533 d. C.
Tras la muerte de Teodosio I en 395 d. C., el imperio se dividió en dos: la parte oriental o bizantina con su capital en Constantinopla, y la parte occidental con su capital en Rávena. Bajo el Imperio Bizantino, las actividades intelectuales y económicas en Beirut, Tiro y Sidón continuaron floreciendo durante más de un siglo.
Sin embargo, en el siglo VI una serie de terremotos demolieron los templos de Baalbek y destruyeron la ciudad de Beirut, arrasando su famosa facultad de derecho y matando a casi 30.000 habitantes. A estos desastres naturales se sumaron los abusos y corrupciones imperantes en ese momento en el imperio. Los fuertes tributos y las disensiones religiosas produjeron desorden y confusión. Además, los concilios ecuménicos de los siglos V y VI d. C. no lograron resolver los desacuerdos religiosos.
Este período turbulento debilitó el imperio y lo convirtió en presa fácil de los recién convertidos árabes musulmanes de la Península arábiga.

## Templos romanos en el Líbano
Hoy en día, uno de los mejores ejemplos de la arquitectura de los templos romanos se encuentra en el Líbano, en las ruinas de Baalbeck.
Los sitios de los templos romanos en el Líbano se pueden dividir en tres grupos principales. Primero, el valle de la Becá al norte de la carretera Beirut-Damasco. En segundo lugar, el área al sur de la misma carretera, incluido el Wadi al-Taym y el flanco occidental del monte Hermón. En tercer lugar, el área al oeste de una línea trazada a lo largo de la cresta del monte Líbano. En la zona costera del Líbano no hay muchas ruinas romanas.

Se observará que la llanura costera del Líbano carece singularmente de restos de templos, pero no debe pensarse que las principales ciudades costeras quedaron sin adornos durante la época romana. Berito, Biblos, Sidon, Tiro, Trípoli, Botrys (Batroon), Caesarea ad Libanum (Arka), fueron todos lo suficientemente prósperos como para tener mentas y acuñar monedas bajo los romanos. Ciertamente había templos en todas estas ciudades; los tipos de monedas son prueba suficiente de ello. El reverso de una moneda de Berito, por ejemplo, ilustra un templo de Astarté (Venus); esta moneda fue acuñada durante el reinado de Caracalla (211-217 d. C.) y tiene el busto de su madre, Julia Domna, en el anverso. Un templo similar aparece en la moneda de Biblos, y esta ciudad acuñó bajo Macrino, el sucesor de Caracalla, la conocida moneda que representa el recinto de un templo y un patio construido alrededor de un baetilo o cono sagrado. Pero en este entorno urbano, los sillares y los tambores de columna eran demasiado útiles para dejarlos sin usar; desde los bizantinos hasta los otomanos, los restos del templo, en particular los bloques revestidos, se utilizaron en los edificios. Incluso un examen superficial de las fortificaciones medievales a lo largo de la costa, en Biblos, por ejemplo, revelará el alcance del robo de edificios romanos. Los marcos de las puertas, los dinteles, los arquitrabes, incluso los altares y las estelas inscritas, se pueden ver en las hileras inferiores de los muros del castillo y de la iglesia.

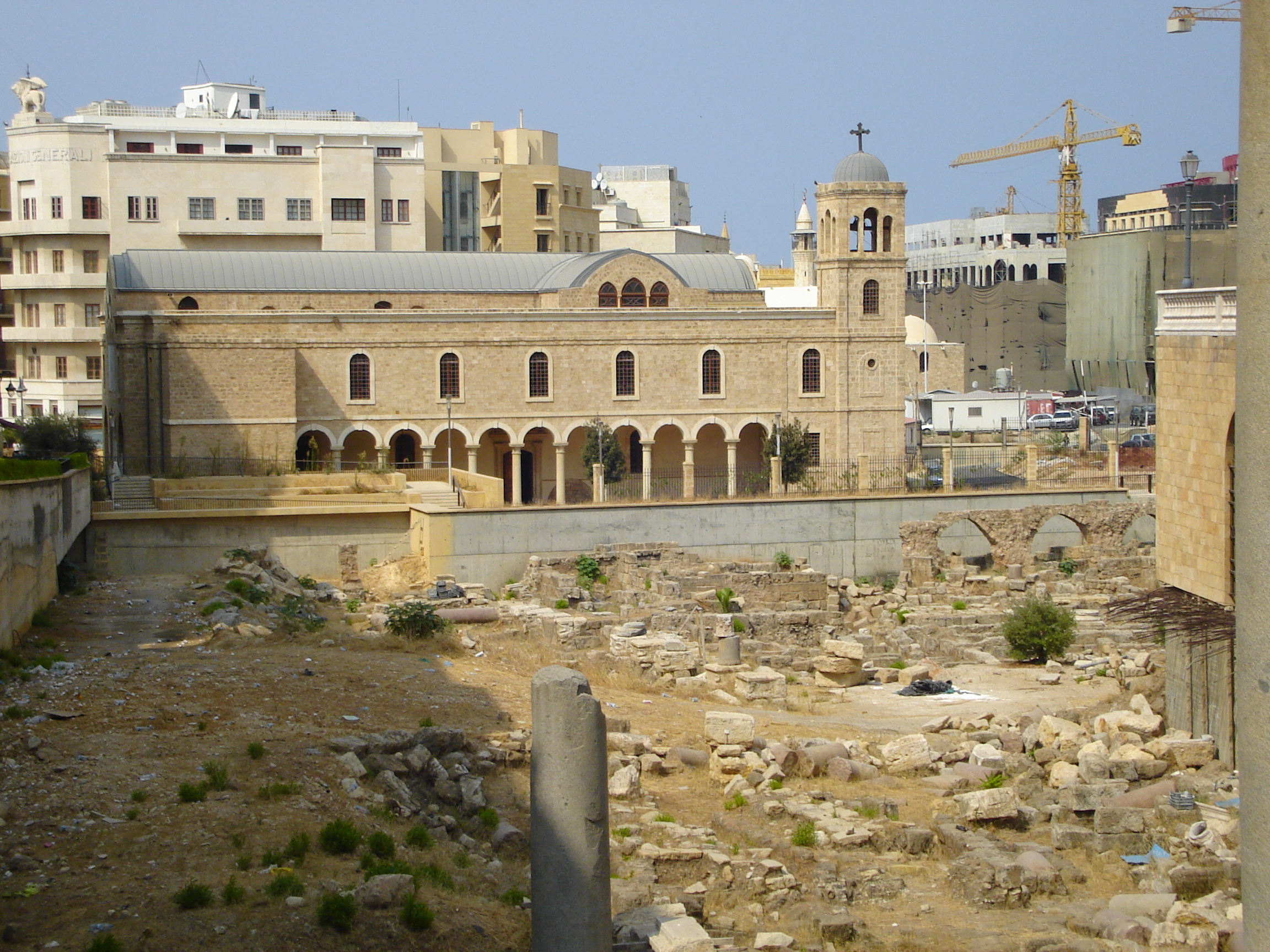
Ruinas romanas frente a la Catedral de San Jorge en Beirut.

Agripa favoreció mucho a la ciudad de Berito, y la adornó con un espléndido teatro y anfiteatro, junto a baños y pórticos, inaugurándolos con juegos y espectáculos de todo tipo, incluyendo espectáculos de gladiadores. Pero ahora solo quedan ruinas menores, frente a la Catedral Católica de Beirut.
En doscientos cincuenta años -desde Augusto hasta Filipo el Árabe- se hicieron todos los Templos Romanos, con un diseño muy similar: muestran la época dorada del dominio romano en el Líbano.
En el siglo I, los templos de fama mundial en el área de Heliópolis (actual Baalbeck) comenzaron a construirse, utilizando las canteras cercanas con los famosos "Monolitos". El Templo de Júpiter en Heliópolis (en un área compleja llamada incluso Santuario de Zeus Heliopolitano) fue el templo pagano más grande del mundo clásico.
El templo de Júpiter se comenzó a construir en el último cuarto del siglo I a. C. y estaba a punto de completarse en los últimos años del reinado de Nerón (54-68 d. C.). El Gran Complejo del Patio del templo de Júpiter, con sus pórticos, exedras, altares y lavabos, fue construido en el siglo II d. C. La construcción del llamado templo de Baco también se inició en esta época. El templo de Júpiter se añadió en el siglo III bajo la dinastía Severa (193-235 d. C.) y se presume que el trabajo se completó a mediados del siglo III. La pequeña estructura circular conocida como el Templo de Venus probablemente también se terminó en este momento. 
Cuando el cristianismo fue declarado religión oficial del Imperio Romano en el 313 d. C., el emperador bizantino Constantino I cerró oficialmente los templos de Baalbeck. A finales del siglo IV, el emperador Teodosio I derribó los altares del Gran Atrio de Júpiter y construyó una basílica utilizando las piedras y los elementos arquitectónicos del templo. Los restos de los tres ábsides de esta basílica, originalmente orientados al oeste, aún pueden verse en la parte superior de la escalinata del Templo de Júpiter. Cerca del Templo de Venus se encuentran los restos del "Templo de las Musas", que data de principios del siglo I d. C.
La presencia de una enorme cantera fue una de las razones de la decisión romana de crear un enorme "Gran Patio" de un gran complejo de templos paganos en este sitio montañoso, ubicado a casi 1100 metros de altitud y en las fronteras orientales del Imperio Romano. Se necesitaron tres siglos para crear este colosal complejo de templos del paganismo romano.
Bajo Constantino, el Gran Cristianismo fue declarado oficialmente la religión del Imperio Romano y los Templos paganos comenzaron a ser descuidados. Más tarde, los bizantinos utilizaron algunos materiales de los templos abandonados.